# Atypha fuscago
Atypha fuscago är en fjärilsart som beskrevs av Eugen Johann Christoph Esper 1791. Atypha fuscago ingår i släktet Atypha och familjen nattflyn. Inga underarter finns listade i Catalogue of Life.